# Хутински манастир
Варламо-Хутињски Спасо-Преображењски манастир (рус. Варлаамо-Хутынский Спасо-Преображенский монастырь) православни је женски манастир Руске православне цркве. Налази се на око 7 километара североисточно од Великог Новгорода, на десној обали реке Волхов, на подручју Новгородског рејона Новгородске области, на северозападу европског дела Руске Федерације.
Манастир се налази на листи културног наслеђа Руске Федерације под бројем 5310115000.

## Историјат
Према легенди, локалитет на којем се данас налази манастир је био познат као место на ком су обитавале силе зла и где су се дешавале лоше ствари. Због тога је цео локалитет носио име Хутињ или зло место (рус. Хутынь; худое место). Својим молитвама монах Варлам је отерао зле силе и у спомен на тај чин на том месту је подигао малену цркву коју је посветио Преображењу Господњем. Црква је 6. августа 1192. освештао тадашњи архиепископ новгородски Григорије. Исте године преминуо је монах Варлам који је и био сахрањен на том месту. Првобитна црква се није одржала, а на њеном месту је 1515. подигнут садашњи Спасо-Преображењски саборни храм.
На манастирском гробљу сахрањени су велики руски песник Гаврил Державин (преминуо 1816) и његова супруга Дарја Алекејевна.
Иако су бољшевичке власти затвориле манастир 1925. године и претвориле га у санаторијум за ментално болесне, богослужења су одржавана све до 1932. године. Цео манастир је претрпео страшна разарања током Другог светског рата и остао је у рушевинама наредних 40 година. Такође је било девастирано и гробно место Державина због чега је његово тело пренесено на гробље унутар новгородске тврђаве 1959. године. Тело је враћено назад у манастир 1993. на 250. годишњицу од рођења великог песника.
Црква и манастирски комплекс су обновљени током 1993. године, а 20. априла 1994. у Хутинском манастиру оформљена је сестринска заједница. Током јануара 2012. у манастиру је живело преко 100 монахиња.
- Примери
- Конак